# Найкращі друзі (фільм)
Найкращі друзі (англ. Best Friends) — американська романтична комедія режисера Нормана Джуїсона за участю Берта Рейнолдса та Голді Гоун. Стрічка заснована на реальній історії.

## Опис стрічки
Паула з Річардом успішна команда голлівудських сценаристів. Вони добре знають один одного, довго працюють і живуть разом. Але от халепа — раптом вони вирішили одружитися і все зіпсували... 
Як з'ясовувалося, шлюб обіцяє безліч несподіваних сюрпризів та складнощів і вже зовсім далекий від багаторічних дружніх та робочих відносин.

## У ролях
| Актор              | Роль          |
| ------------------ | ------------- |
| Берт Рейнольдс     | Річард Бебсон |
| Голді Гоун         | Пола Маккален |
| Рон Сільвер        | Ларрі Вайсман |
| Джессіка Тенді     | Еллі Маккален |
| Кінан Вінн         | Том Бебсон    |
| Ноа Гетевей        | Лайл Баллу    |
| Керол Локателл     | Неллі Балу    |
| Одра Ліндлі        | Енн Бебсон    |
| Барнард Г'юз       | Тім Маккален  |
| Річард Лібертіні   | Хорхе Медіна  |
| Пеґґі Волтон-Вокер | Керол Брендон |
| Мікі Мартін        | Роббі Балу    |
| Геллен Пейдж Кемп  | Мейд          |
| Джоан Прінґл       | Дорія         |